# سیلوستراستون
سیلوستراستون (انگلیسی: Silvertone) شرکت تجهیزات موسیقی آمریکایی است، که در سال ۱۹۱۶ تأسیس شد.